# Mendozania sanmartini
Mendozania sanmartini là một loài bướm đêm trong họ Noctuidae.